# 1. československá liga v házené žen
1. československá liga v házené žen byla nejvyšší soutěží ženské házené v Československu. Vítěz získával titul mistra Československa. První ročník proběhl v roce 1950, poslední v sezóně 1992/93. Uskutečnilo se tak 41 ročníků, osmnáctkrát titul mířil do Česka, 23krát na Slovensko - slovenská házená získala hegemonní postavení od konce 60. let. Nejvíc titulů má na svém kontě Sparta Praha, a to osm. Ta také dosáhla největšího úspěchu v Poháru mistryň evropských zemí (dnes Liga mistrů EHF), kam vítěz československé ligy postupoval - v sezóně 1961/62 tuto soutěž vyhrála. Sezónu předtím se Slavia Praha probojovala do finále PMEZ, Inter Bratislava hrál finále v sezóně 1979/80. 1. československá liga v házené žen zanikla s rozpadem Československa, navazující soutěží v Česku se stala Česká extraliga v házené žen, na Slovensku Extraliga hádzanárok. Později též na tradici navázala společná Česko-slovenská interliga v házené žen.

## Seznam vítězů
| ročník    | ženy                  |
| --------- | --------------------- |
| 1950      | Sparta Praha          |
| 1953      | Sparta Praha          |
| 1954      | Sparta Praha          |
| 1955      | Sparta Praha          |
| 1956      | Lokomotíva Bratislava |
| 1957/1958 | Sparta Praha          |
| 1958/1959 | Sparta Praha          |
| 1959/1960 | Slavia Praha          |
| 1960/1961 | Sparta Praha          |
| 1961/1962 | Sparta Praha          |
| 1962/1963 | Bohemians             |
| 1963/1964 | Bohemians             |
| 1964/1965 | Bohemians             |
| 1965/1966 | Bohemians             |
| 1966/1967 | Zora Olomouc          |
| 1967/1968 | Bohemians             |
| 1968/1969 | Odeva Hlohovec        |
| 1969/1970 | Odeva Hlohovec        |
| 1970/1971 | Plastika Nitra        |
| 1971/1972 | Plastika Nitra        |
| 1972/1973 | Odeva Hlohovec        |
| 1973/1974 | HC Zlín               |
| 1974/1975 | Inter Bratislava      |
| 1975/1976 | Štart Bratislava      |
| 1976/1977 | HC Zlín               |
| 1977/1978 | Inter Bratislava      |
| 1978/1979 | Inter Bratislava      |
| 1979/1980 | Istra Partizánske     |
| 1980/1981 | Iskra Partizánske     |
| 1981/1982 | Štart Bratislava      |
| 1982/1983 | Štart Bratislava      |
| 1983/1984 | ZVL Prešov            |
| 1984/1985 | Iskra Partizánske     |
| 1985/1986 | ZVL Prešov            |
| 1986/1987 | ZVL Prešov            |
| 1987/1988 | Iskra Partizánske     |
| 1988/1989 | ZVL Prešov            |
| 1989/1990 | Dusľo Šaľa            |
| 1990/1991 | Slavia Praha          |
| 1991/1992 | Dusľo Šaľa            |
| 1992/1993 | Dusľo Šaľa            |